# Square, Inc.

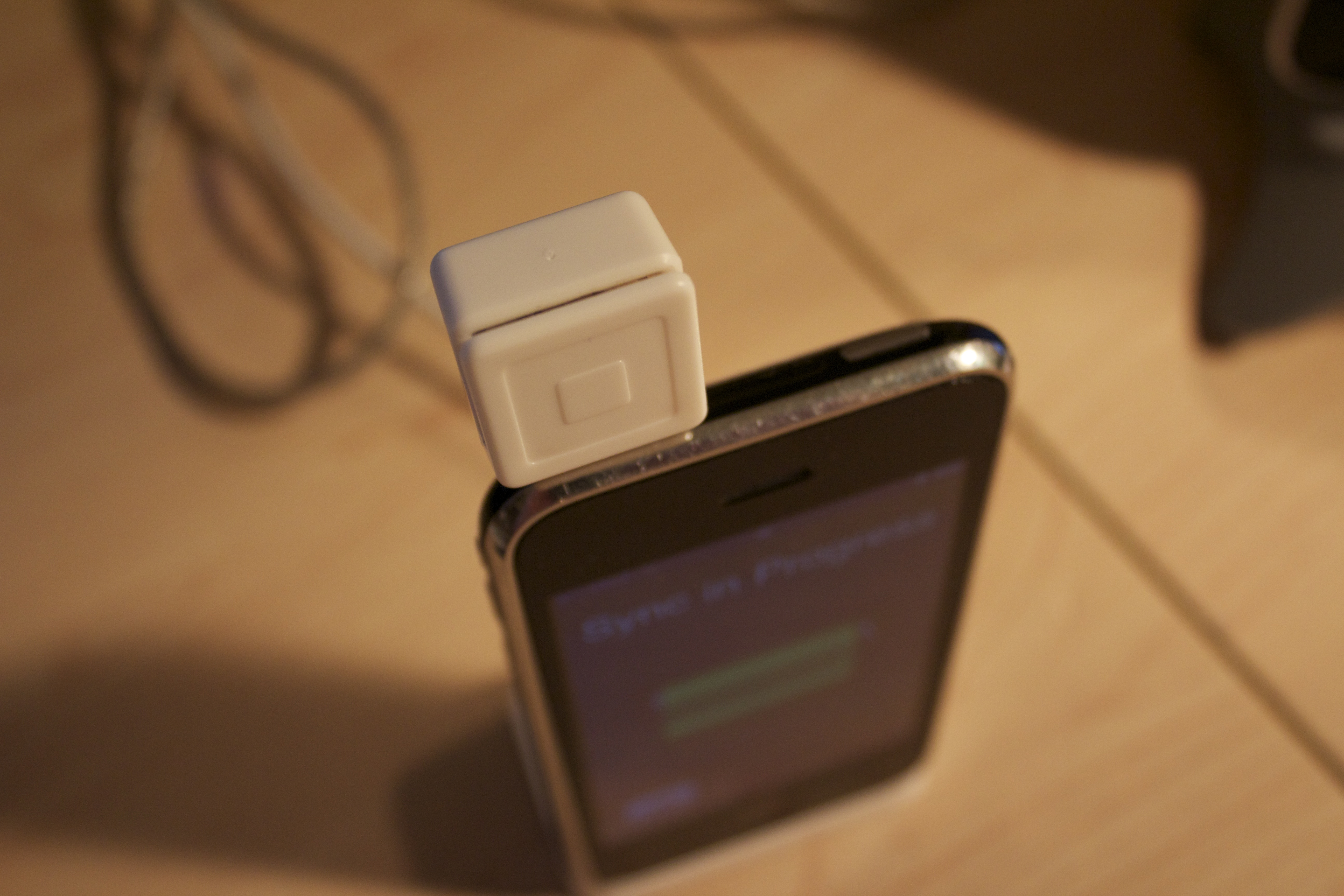
Square ReaderとiPhone

Block, Inc.（ブロック）は、カリフォルニア州サンフランシスコに本社を構えるマーチャントサービスアグリゲータおよびモバイル決済企業である。Square RegisterとSquare Walletといったアプリケーションやサービスを売りだしており、2009年にジャック・ドーシーとジム・マッケルヴィが設立し、最初のアプリケーションとサービスがスタートしたのは2010年の事だった。
Square Registerはアメリカ合衆国、カナダ、日本の利用者や店員がiOSやAndroidが動くスマートフォンやタブレットをデビットおよびクレジットカードとして使用することが出来る。またこのアプリケーションでは主導的にカードの詳細データを入力することやSquare Readerという対応スマートフォンやタブレットにあるオーディオジャックに挿して磁気ストライプを読み取る小さいプラスチック製端末に通してカードをスワイプすることが出来る。Square RegisterアプリケーションのiPadバージョンでは、インターフェイスが従来のレジに似ている。
Square Walletは利用者が保存したクレジット、デビット、ギフトカードを使う時に自身の名前（もしくはバーコード）で簡単に注文できるように勘定書と支払いを設定することが出来る。
2012年夏、スターバックスはデビットやクレジットカード支払を行う客とのトランザクション処理にSquareを採用することを発表、さらに最高経営責任者のハワード・シュルツがSquare Inc.の取締役に就任しスターバックスもSquareに2500万ドルの投資を行うと報道されている。

## 歴史

### 誕生
2009年にあったジャック・ドーシーによるSquareのオリジナルインスピレーションはジェームズ・マッケルヴィ（セントルイスでのドーシーの友人）がクレジットカードを受け入れなかったため自身のガラス製蛇口とその付属品を2,000ドルで売ることが出来なかった逸話によるものである。
「Square」という名は形状が正方形な自社製のカードリーダーを指す。また、通常「Are we square?（→我々は正方形か？）」と支払い時に使用されるフレーズをも指している。squirrel、stash、walletといったいくつかの他名も考えられたが不採用となった。

### 成長
2010年初めにSquare Inc.によってスタートしたSquareのアプリケーションはiPhone、iPod touch、iPad、Android対応携帯電話に対応している。SquareはTwitterの生みの親で知られるジャック・ドーシーとの共同設立で、ドーシーは最高経営責任者、サラ・フライアーは最高財務責任者を務めている。
Squareには現在400人以上の社員がいる。
2011年5月開催のTechCrunch Disrupt conferenceにてSquareはCard CaseとRegisterという2つの新作アプリを発表した。Card Caseはマーチャントメニューを見たり、モバイル支払いを行ったり、仮想領収書を受け取ったり、他のSquare対応マーチャントを見つけることが可能となっている。Square Registerとは販売時点情報管理ソフトウェアで渋滞のクレジットカード端末とレジを置き換えることを目的としている。
現在本社はサンフランシスコのサウス・オブ・マーケット地区ミッション・ストリートにあるクロニクル・ビルディングに入居している。

### 利用可能地域
2010年よりアメリカ合衆国で利用可能となっているが海外進出として2012年末にカナダでも利用可能となった。2013年5月日本にも進出し、同社の日本法人 Square株式会社が展開している。2016年3月7日からは豪州で、2017年3月28日からはイギリスでサービス提供を開始した。

## 投資
マリッサ・メイヤー、ケビン・ローズ、ビズ・ストーン、デニス・クローリー、ショーン・ファニング、エド・クラマー(Ed Cramer)、エスター・ダイソンといったエンジェル投資家から出資を受けている。以降、いくつかの投資ラウンドにて増資し続けている:
- コースラ・ベンチャーズ（英語版）よりシリーズA投資[18]
- セコイア・キャピタルよりシリーズB投資[18]
- クライナー・パーキンス・コーフィールド・アンド・バイヤーズよりシリーズC投資[18]
- シティベンチャーズ、リズヴィ・トラヴァース・マネジメント、スターバックスよりシリーズD投資[16]

2012年9月時点の企業価値は32億5千万ドルとされる。

## ビジネスモデル
現在支払い時に使用するカードリーダーを提供しており、自社製の対応アプリケーションはApp StoreやGoogle Playより無料でダウンロード出来る。
クレジットカード取引の度に2.75%の手数料を徴収している。この手数料率は従来のクレジットカードプロセッサより高いが、Squareは従来のクレジットカードプロセッサには利用者に開示されることの無い多くの隠れコストが含まれていると主張している。Squareでは読み取りでの2.75%（手動入力取引では3.50%に0.15ドルを加えた手数料がかかる）を超える追加手数料はかからないとされ、月額手数料やセットアップコストも無く、これらのコストは平均して従来のクレジットカードプロセッサのコストよりも格安と同社は主張している。Squareはコンサルタント、フードトラック運営者、従来的な商売人といった事業者にとっても便利なアプリケーションと認識されている。2012年8月、Squareは全てに包括的な月額275ドルの均一料金プランを発表。このプランは年間のクレジットカード取引額が25万ドル以下、月間取引額が20,833ドルを越えない全マーチャントが利用可能である。もし年間、月間の取引額が越えたら従来の2.75%モデルにプランが戻される。
Squareは興味深いマーケットステージングモデルで両面市場を構築しようとしている。支払いは入り込むことが非常に難しい空間であり、特に支払いメカニズムを使用開始を同時にした時にバイヤーや売り手の必要な量を確保することが非常に難しいのが理由である。Squareはこの時単一の集団をターゲットにすることによりこの問題を解決している。バリュープロポジションを読み取るスタンドアロンのクレジットカードはマーチャントが製品を採用するのに十分である。エキュエーションの消費者視点では未だに一蹴されていて、小売での支払を完全に混乱させる可能性を秘めているが、当初商売人に売却されるという夢とは言えない。
読み取られた支払いは1日から2日の事業日のうちに使用者の銀行口座に直接入金される。場合によっては、Squareは不渡りで保留されている問題がある場合、ユーザーに支払いを留保することが出来る。

## 技術
Square製リーダーは3.5mmオーディオジャックに直接接続して簡単に読み取れる構造であり、暗号化されていないアナログのカード情報は増幅かつデジタル化されスマートフォンに送られる。自社の技術はPCI DSSに適合していて、ベリサインの認証を受けている。
2011年3月、ライバルのVeriFoneは、Squareのシステムは危険で、合理的で熟練したプログラマーが再配置できるアプリケーションを作成することが出来て、Square製デバイスをクレジットカードのスキミングして詳細情報を入手することに悪用できる可能性があると主張し、デモビデオとサンプルのスキミングアプリケーションを自社サイトに掲載した。ドーシーは「不公平で不正確」とVeriFoneの主張に反論、カードデータはカードから視覚的に収集することができると述べた上、さらにこの主張に対してカード発行会社が詐欺防止策を提供している事実を無視しているとも反論した。
現在自社製デバイスにはSSL、PGPを含むストロングエンクリプトグラフィを使用している。自身の暗号キーは長さが少なくとも2048ビットとなっている。カード番号、磁気ストライプデータ、セキュリティコードはSquareのクライアントデバイスには保存されておらず、OWASPの定めるガイドラインを遵守している。

## カスタマーサポート
サポートは電子メール、YouTubeビデオ、Twitterフィード(@SqSupport)、オンラインヘルプセンターを通じて受け付けられており、電話でのサポートは年末年始・臨時休業を除き、毎日午前10時から午後6時まで受け付けている。一度、使用者の問題への対処が遅れたことを批判されたため、使用者の問い合わせに対する所要時間は現在24時間より短くするように定められている。

## 評価
ビジネス・インサイダーは「使用が簡単でシンプルかつエレガンス」と称賛していて、ジャック・ドーシーをスティーブ・ジョブズと持ちだして「洞察力がある起業家のカリスマ」と好意的に報じた。
The Next WebもSquareのウェブサイトであるsquareup.comをデザインと審美的な魅力を称賛した。
アップルが開催したiPad 2のイベントでSquareの製品が展示された。
GigaOMも製品を破壊的技術と称した。
日本においても、Squareのモバイル決済端末は中小店舗への普及が進みつつあり、その使い勝手に対する評価は概ね良好である。2024年に日本の店舗経営者を対象に行われた調査では、Squareリーダーを始めとした主要な決済端末利用者から「操作が分かりやすい」との好意的な意見が多数寄せられたと報告されている。

## 取引拒否
2013年5月、Squareは銃火器の取引に自社のデバイスやソフトウェアを使用させないと発表した。創設者のジャック・ドーシーは小売業者向けの利用規約を改正し、「銃火器そのものや銃火器の部品、弾薬、物理的な障害を引き起こすために設計された武器や他の機器」を販売するために利用することを禁止した。ただし、この規約改正は盛り上がっている銃規制議論との関連を否定している。